# China Post
China Post (chiń. 中国邮政), pełna nazwa China Post Group Corporation Limited (chiń. 中国邮政集团有限公司) – operator pocztowy oferujący usługi pocztowe w Chińskiej Republice Ludowej, z siedzibą w Pekinie.